# 19e cérémonie des American Society of Cinematographers Awards
La 19e cérémonie des American Society of Cinematographers Awards (ASC Awards), décernés par l'American Society of Cinematographers, a eu lieu le 13 février 2005, et a récompensé les directeurs de la photographie du cinéma et de la télévision pour leur travail de l'année précédente.

## Palmarès

### Meilleure réalisation cinématographique
- Bruno Delbonnel pour Un long dimanche de fiançailles